# Steekspel

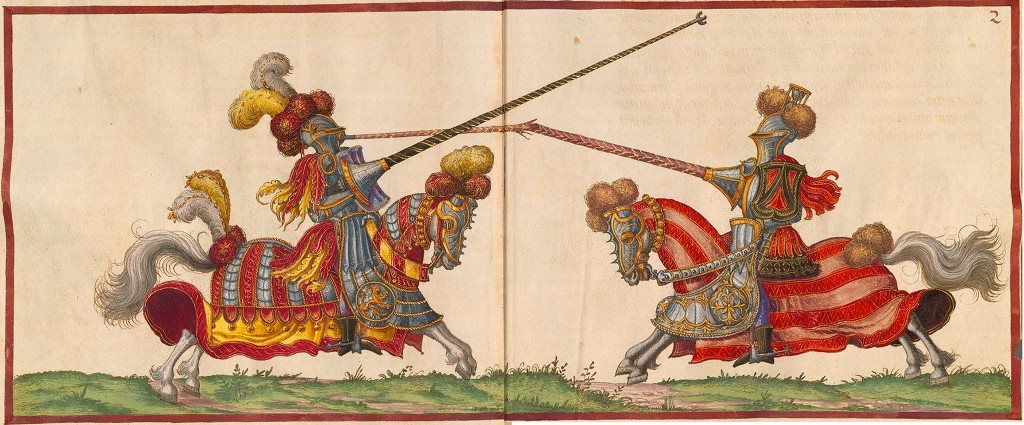
Prent uit de Renaissancetijd die het steekspel weergeeft (Paulus Hector Mair, de arte athletica, ca. 1540)

Het steekspel is een competitie tussen twee, of meer, ridders te paard. Elke ridder rijdt tegen een van de andere ridders in, tot ze allemaal tegen elkaar hebben gereden. Ze proberen hierbij elkaar van hun paard te steken met een lans.

## Geschiedenis
Het steekspel was een geliefkoosde tijdsbesteding van de stadsadel, vanaf de hoge middeleeuwen (1000-1250) en tot in de 16e eeuw. Deelname stond alleen open voor jonge ridders die welgesteld waren en konden beschikken over personeel, een goed paard, een degelijk harnas en de vrije tijd om zich te bekwamen in het steekspel. Het ging om sportieve en grotendeels niet gevaarlijke nabootsingen van het oorlogvoeren. De steekspelen kenden hun volle ontwikkeling in de veertiende en vijftiende eeuw.
Er ontstonden verschillende varianten met uiteenlopende regels en met verschillende gradaties betreffende de risico's die ermee gepaard gingen, zoals het gebruik van botte versus scherpe lanspunten. Ook de 'hitzones' op het lichaam, en de daaraan verbonden puntentelling, konden variëren. Hoogste punten werden toegekend als het lukte de tegenstander uit het zadel te lichten. Aan het eind van het steekspel ging het erom wie de meeste punten had vergaard. Punten kon men verzamelen door meer lansen te breken op het harnas van je tegenstander dan dat hij dat kon. Bij gelijke stand maten scheidsrechters wie het langste stuk had weten af te breken.
De ridders konden tijdens steekspelen aantonen hoe moedig en capabel ze waren. Tegelijkertijd waren steekspelen vriendschappelijke oefenwedstrijden, die de ridders bezighielden in tijden van vrede. In oorlogstijd stonden ze tegenover elkaar op het slagveld om dezelfde vaardigheden te testen, maar dan op leven en dood. Ook tijdens ludieke steekspelen vielen er regelmatig dodelijke slachtoffers of zwaargewonden.

## Einde van het steekspel
Het steekspel kende zijn hoogtepunt in de Bourgondische Nederlanden, met de actieve medewerking van de hertogen Jan zonder Vrees, Filips de Goede en Karel de Stoute. De steekspelen bloeiden, ondanks de tegenkanting vanwege de katholieke kerk, die dit een barbaarse en immorele activiteit vond. De voornaamste steden waar steekspelen werden georganiseerd waren Brugge, Rijsel, Brussel, Douai enz. Tegen het einde van de vijftiende eeuw kwam hieraan, onder Maximiliaan van Oostenrijk, grotendeels een einde.
In Frankrijk deemsterde het steekspel eveneens weg tegen het einde van de vijftiende eeuw. Toch bleven er nog gelegenheden waar de adel het aloude tijdverdrijf verder beoefende, soms met dramatische gevolgen. Tijdens een steekspel gehouden op 30 juni 1559 om de Vrede van Cateau-Cambrésis te vieren, evenals het huwelijk van zijn dochter Elisabeth de Valois met Filips II van Spanje, trad de veertigjarige koning Hendrik II van Frankrijk aan op het toernooiveld. Hij droeg op zijn helm de kleuren wit en zwart van zijn minnares Diana van Poitiers. Hij werd dodelijk verwond door zijn tegenstrever, Gabriel de Lorges, toen een speer afbrak en zijn linkeroog trof (zie afbeelding). Ondanks de zorgen van de beroemde Franse arts Ambroise Paré en van de Vlaamse anatoom Vesalius, die vermoedelijk aanwezig waren, overleed Hendrik. Deze gebeurtenis maakte in Frankrijk een einde aan het beoefenen van steekspelen.
In Engeland bleef het steekspel een geprezen tijdverdrijf tot minstens onder koning Hendrik VIII, die er zelf graag aan deelnam en op 24 Januari 1536 een zwaar ongeluk ervoer tijdens een steekspel. Hierbij belandde Hendrik VIII onder zijn paard, raakte twee uur buiten bewustzijn en liep een beenwond op die hem kwelde voor de rest van zijn leven. Experts suggereren dat dit ongeluk de persoonlijkheidsverandering van hem kan uitleggen; een verandering van een sportieve, veelbelovende, genereuze jonge prins in een paranoïde en wrede tiran.

## Andere vormen
Vanouds was er ook het watersteekspel waarbij men elkaar vanaf een plank op een roeiboot met een lans het eerst in het water probeerde te krijgen. Deze folkloristische groepssport wordt nog in sommige landen beoefend.

## Folklore

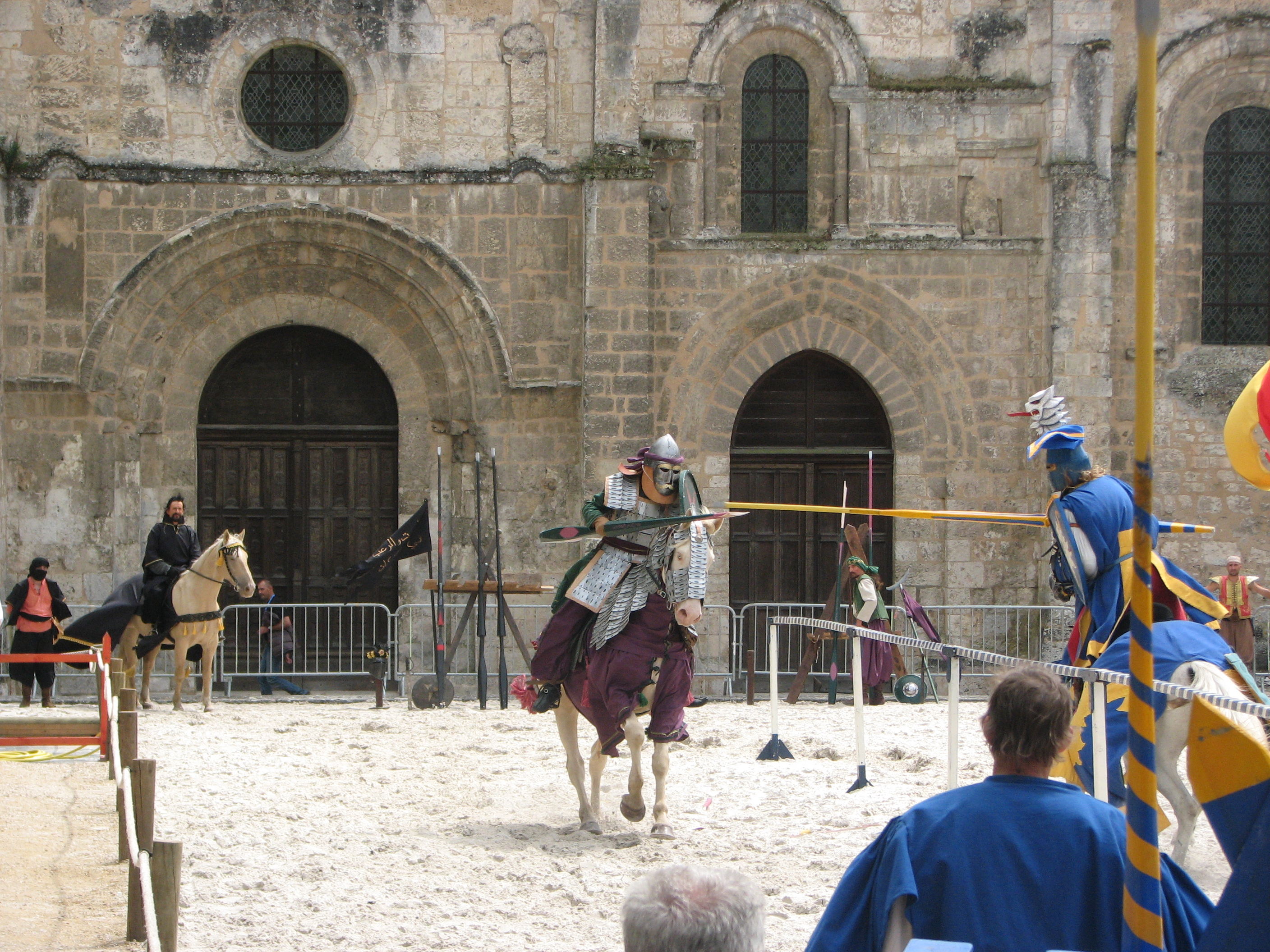
Een steekspel op de Foire de Laine in Châteaudun, juli 2008

Tegenwoordig wordt het steekspel weer beoefend door mensen die zich kleden en bepantseren als de ridders van weleer en zich de vaardigheden van het steekspel eigen hebben gemaakt. Vooral in het Verenigd Koninkrijk is dit een geliefkoosd tijdverdrijf.

## Etymologie
Tegenwoordig wordt met een steekspel ook een puntige discussie bedoeld, zoals in een juridisch steekspel.

### Kronieken en eigentijdse geschriften
- Nicole DESPARS, Cronycke van den Lande en de Graefscepe van Vlaenderen, uitgave door J. A. De Jonghe, Brugge, 1837-1840.
- Ch. CUSTIS, De Jaerboecken van Brugge, Brugge, 1765.
- Chronique de Jacques de Lalaing. Oeuvres de Georges Chastelain, ed. H. Kervyn de Lettenhove, Brussel, 1866.
- A. DE LA SALE, Des anciens tournois et faicts d'armes, in: Traité du duel judiciaire, uitgave door Prost, Parijs, 1872.
- G. CHAUCER, The Canterbury Tales: the Knight's Tale uitgave Neville Coghill, Londen, 1951.
- René D'ANJOU, Le livre des tournois du Roi René de la Bibliothèque Nationale, met inleiding door F. Avril, Parijs, 1986.

### Werken
- J. HUIZINGA, Herfsttij der Middeleeuwen, Haarlem, 1919.
- R.W. BARBER & J. BAKER, Tournaments, Jousts, Chivalry and Pageants in the Middle Ages, New York, 1986.
- K. GEERTS, De spelende mens in de Boergondische Nederlanden, Brugge, 1987.
- P. DE GRIJSE, Toernooien en steekspelen ten tijde van Lodewijk van Gruuthuse, in: Max Martens, Lodewijk van Gruuthuse, Brugge, 1992.
- E. VAN DEN NESTE, Tournois, joutes, pas d'armes dans les villes de Flandre à la fin du Moyen Âge, Parijs, Ecole des Chartes, 1996.
- Andries VAN DEN ABEELE, Het ridderlijk gezelschap van de Witte Beer. Steekspelen in Brugge tijdens de late Middeleeuwen, Brugge, 2000.
- A. BROWN, Urban jousts in the later Middle Ages: the White Bear of Bruges, in: Revue Belge de philologie et d'histoire, 2000.
- A. JANSSENS, Steekspelen en tornooien te Brugge. Ten tijde  van Maximiliaan van Oostenrijk (1477-1487), het einde van de  steekspelen  van de Witte Beer, in: Brugs Ommeland, 2002.
- E. LECUPPRE-DESJARDIN, Les pas d'armes: relecture d'un imaginaire chevaleresque accessible à tous, in: La ville des cérémonies. Essai sur la communication politique dans les Pays-Bas bourguignons, Turnhout, Brepos, 2004.
- Andries VAN DEN ABEELE, De Wapenpas van de Betoverde Burcht, voorbode van de machtsgreep door Karel de Stoute, in: Handelingen van het Genootschap voor geschiedenis te Brugge, 2009.
- B. FRANKE, Les jeux chevaleresques, in: I. Mast e.a., Karel de Stoute, pracht en praal in Bourgondië, Brussel, 2009.

## Galerij

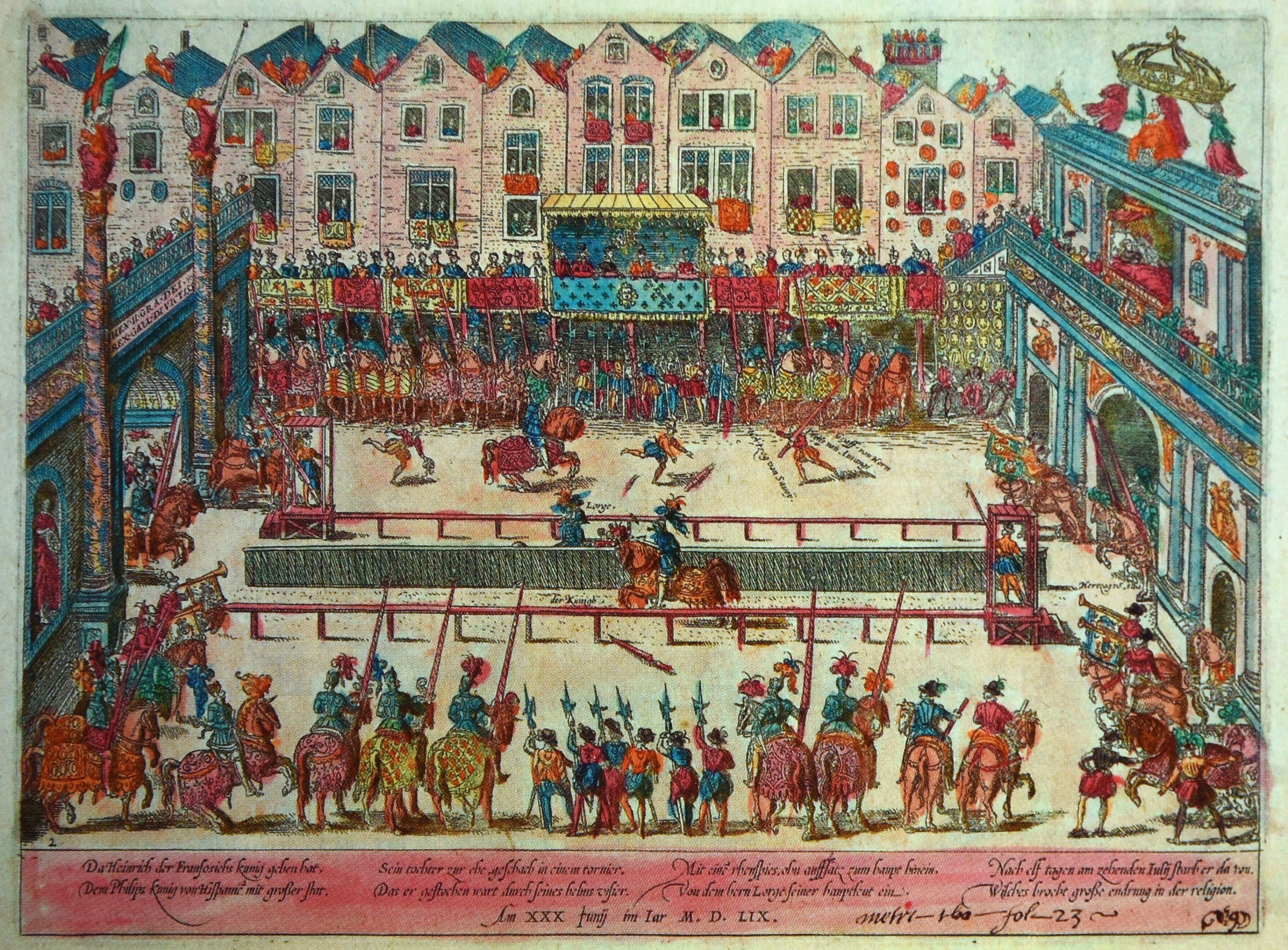
Hendrik II van Frankrijk dodelijk verwond tijdens steekspel
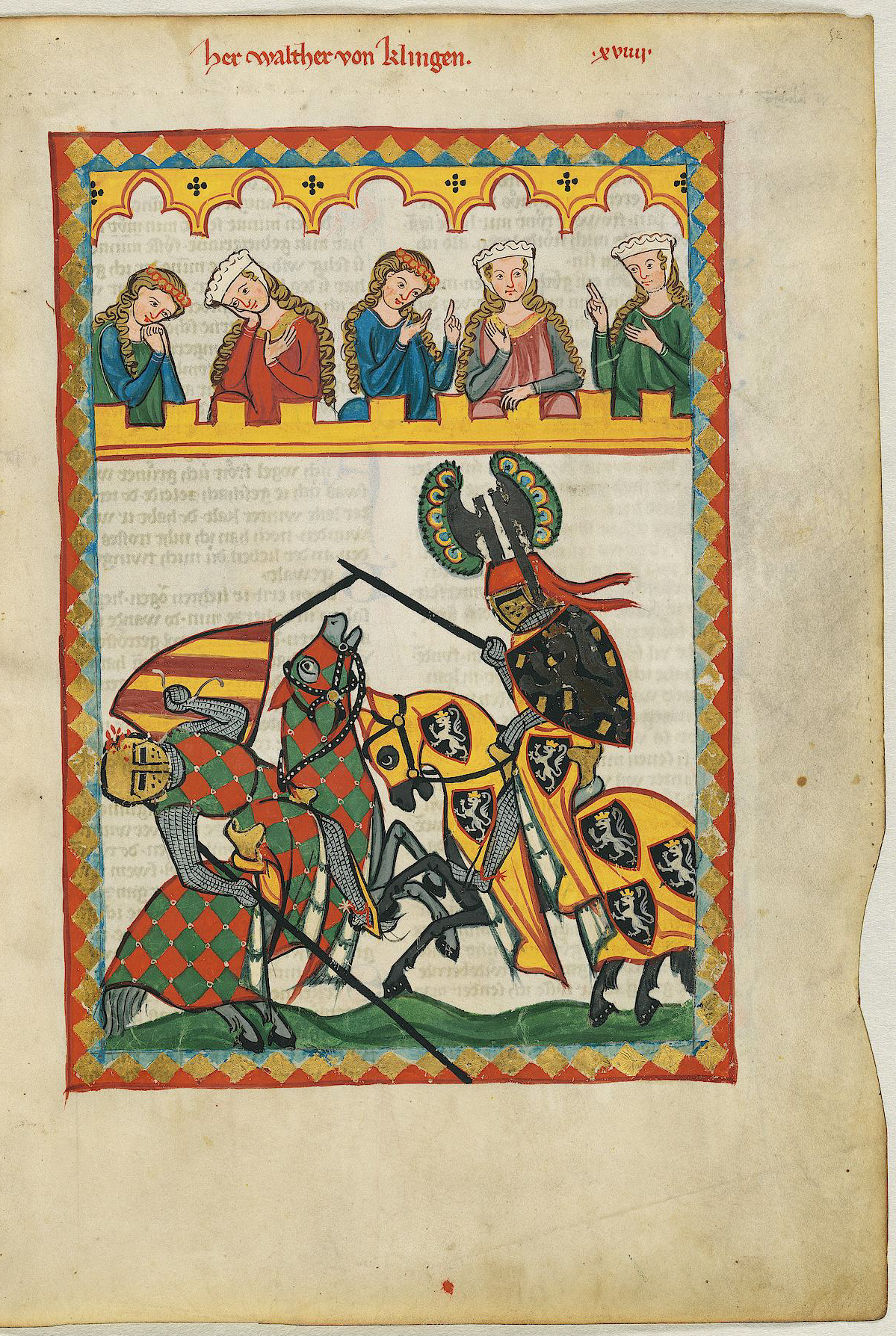
Steekspel afgebeeld in de Codex Manesse (ca.1304)